# Feldkirchen an der Donau
Feldkirchen an der Donau település Ausztriában, Felső-Ausztria tartományban, az Urfahrkörnyéki járásban. Tengerszint feletti magassága 268 méter, területe 39,35 km².

## Elhelyezkedése
Feldkirchen an der Donau Sankt Martin im Mühlkreis, Herzogsdorf, Sankt Gotthard im Mühlkreis, Walding, Goldwörth, Alkoven, Pupping, Hartkirchen és Aschach an der Donau településekkel határos.

## Népesség
| 2016 | 5 275 |
| 2018 | 5 361 |